# 케르마트
케르마트(아일랜드어: Cermait)는 아일랜드 신화에 등장하는 투어허 데 다넌 신족의 일원으로, 다그다 모르의 아들이다. 아들로 에후르 맥퀼, 테오르 마케헤트, 카이호르 마그레네가 있다. 케르마트는 광명의 신 루 라바다의 아내에게 집적대다 루에게 살해당했으며, 세 아들은 그 보복으로 루를 살해하고 공동으로 아르드리의 위에 올랐다.